# The Grandmothers
The Grandmothers è un gruppo rock fondato nel 1980 da alcuni musicisti che facevano precedentemente parte dei Mothers of Invention. Quest'ultimo gruppo è noto soprattutto per aver collaborato con Frank Zappa, anche se preesistente alla collaborazione con Zappa.

## Storia del gruppo

### Prologo
Dopo lo scioglimento dei The Mothers of Invention nel 1970, alcuni ex membri della band si riuniscono per formare The Grandmothers. 
Inizialmente (pare) con la benedizione dello stesso Zappa, il quale comunque si disinteressa presto del progetto, che non decolla mai.
Vengono invece immesse sul mercato due raccolte a nome Grandmothers, contenenti però materiale dei singoli musicisti.

### Il periodo americano
Solo nel 1980, a seguito dell'interesse suscitato dai suddetti dischi, soprattutto in Europa, viene approntata una versione live dei Grandmothers.
Il gruppo ha varie formazioni, ma la struttura portante è all'inizio composta da Don Preston (tastiere e voce), Bunk Gardner (fiati), Jimmy Carl Black (batteria e voce) e Tom Fowler (basso e direttore musicale assieme a Preston).
A questi musicisti si affiancano di volta in volta diversi chitarristi (tra cui Denny Walley e Tony Duran) e nell'ultimo periodo Walt Fowler, fratello di Tom, alla tromba e alle tastiere, nonché un batterista in supporto di J.C.Black.
Dopo due anni di attività e due tour europei, la band comincia a sfaldarsi perdendo Bunk Gardner, infine si scioglie tra polemiche non proprio amichevoli.
In particolare viene rimproverato a Tom Fowler di aver sostituito molte parti registrate (in studio o live) da membri fondatori della band, facendole risuonare dal fratello Walt (eccellente polistrumentista).
Rimasti all'epoca inediti, i brani vedono la luce in album solisti di Don e Jimmy, per poi essere riuniti nel 2002 nel postumo "The Eternal Question".
Per tutto il resto del decennio Jimmy Carl Black usa il nome The Grandmothers con una nuova band personale di base ad Austin, Texas.
Questa formazione, soprannominata in seguito The Austin Grandmothers, registra il CD Dreams On Long Play, che esce nel 1993 in Germania (dove Jimmy si è appena trasferito).
Il genere molto pop poco ha a che fare con il glorioso passato zappiano, e si apprezzano soprattutto i brani originali di J.C.Black, pur presenti altrove in versioni più corpose.

### Il periodo europeo

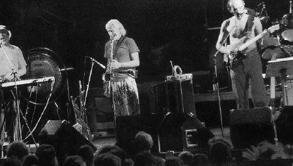
The Grandmothers, 1994

Subito dopo l'uscita del CD Jimmy chiede a Don e Bunk di riunirsi al gruppo per una serie di date europee, assieme al bassista Ener Bladezipper e al chitarrista Roland St.Germain.
Alla fine del tour estivo St.Germain viene sostituito dall'italiano Sandro Oliva, che assieme a Don Preston, contribuisce a riportare alla luce molti dei canoni musicali e scenici dei vecchi Mothers.
La band con questa formazione compie due apprezzati tour europei, da cui viene tratto il CD Who Could Imagine?, parzialmente dal vivo e che riflette, anche se in maniera frammentaria e incostante, il ritorno all'eclettismo musicale dei M.O.I.
Il disco dovrebbe uscire per una major con distribuzione internazionale, ma l'attività dei Grandmothers deve invece fermarsi per problemi legali con la famiglia Zappa.
Promoters senza scrupoli avevano cominciato a pubblicizzare il gruppo come "The Grandmothers Of Invention", infrangendo i diritti di proprietà del nome della band originaria, in precedenza ceduti a Zappa dai suoi musicisti nell'ambito della composizione di un procedimento legale intentatogli per proventi discografici non pagati.
Risolta faticosamente la questione, l'attività riprende senza Don Preston, impegnato in altri progetti. La formazione è rinforzata da due elementi della band di Sandro Oliva (Stefano Baldasseroni, batteria, e Mauro Andreoni, tastiere).
Questa formazione, guidata da Jimmy (ora cantante solista e frontman) e Sandro (direttore musicale), registra un CD live all'Astoria di Londra nella primavera del 1998, per proseguire il tour in autunno senza Bunk Gardner, impegnato nelle sue attività di chef e insegnante musicale.

### The end
Dopo un breve tour in Germania in quintetto nella primavera 2000, la successiva (e finale) riunione è nell'estate successiva, con il ritorno di Don Preston e Bunk Gardner.
Il tour è faticoso, una maratona di tre mesi attraverso gli Stati Uniti che riserva molte soddisfazioni (memorabile il concerto di San Francisco con Motorhead Sherwood sul palco), ma tensioni e divergenze musicali e organizzative si fanno sentire, e alla fine la band si divide definitivamente in due tronconi, Don e Bunk da una parte, e Jimmy, Ener e Sandro dall'altra.
Questi ultimi rimettono assieme la formazione del 1998/inizi 2000 e si apprestano ad un nuovo tour europeo con la sorella di Frank, Candy Zappa, come guest cantante.
Li raggiunge però la notizia che negli USA gli altri due ex-membri stanno apprestandosi anche loro ad un tour europeo, sempre con il nome The Grandmothers, assieme a Roy Estrada e Napoleon Murphy Brock.
Jimmy, Sandro ed Ener decidono di non procedere oltre annullando il tour per dedicarsi ai loro progetti personali, e da quel momento il nome The Grandmothers passa di mano.
Ben presto però anche la nuova band comincia a perdere pezzi, probabilmente per l'ennesimo conflitto tra personalità tanto peculiari. 
Bunk Gardner abbandona, e lo stesso Don Preston ha una presenza discontinua.
Napoleon Murphy Brock prosegue l'attività assieme a Roy Estrada con il nome The Grande-Mothers Reinvented.
Oggi Don Preston è impegnato nei suoi numerosi progetti solisti, comparendo talvolta come ospite di tributi alla musica di Zappa (come del resto quasi tutti i suoi ex musicisti). 
Bunk Gardner ed Ener Bladezipper pare non abbiano al momento programmi musicali. 
Jimmy Carl Black è stato sempre coinvolto in molteplici attività live e in studio fino a pochi mesi prima della prematura scomparsa avvenuta il 1º novembre 2008.

## Membri principali
- Jimmy Carl Black, voce
- Don Preston, tastiera
- Sandro Oliva, chitarra
- Roy Estrada, basso
- Stefano Baldasseroni, batteria
- Napoleon Murphy Brock, sassofono
- Ray Collins, voce, armonica

## Discografia
- 1980 - A Mother of Anthology - LP compilation
- 1983 - Looking Up At Granny's Dress - LP compilation + live
- 1993 - Dreams On Long Play - CD Muffin records
- 1994 - Who Could Imagine - CD Munich Records
- 2000 - Eating The Astoria - CD EFA
- 2001 - 20 Years Anthology of... Vol.1 - CD
- 2002 - 20 Years Anthology of... Vol.2 - CD
- 2002 - The Eternal Question - CD
- 2003 - A Grandmothers Night At The Gewandhaus  - CD

## Video
- 1998 - The Grandmothers Live at the Patty Pavillon (Swansee, UK) - VHS